# Kolorowy śnieg

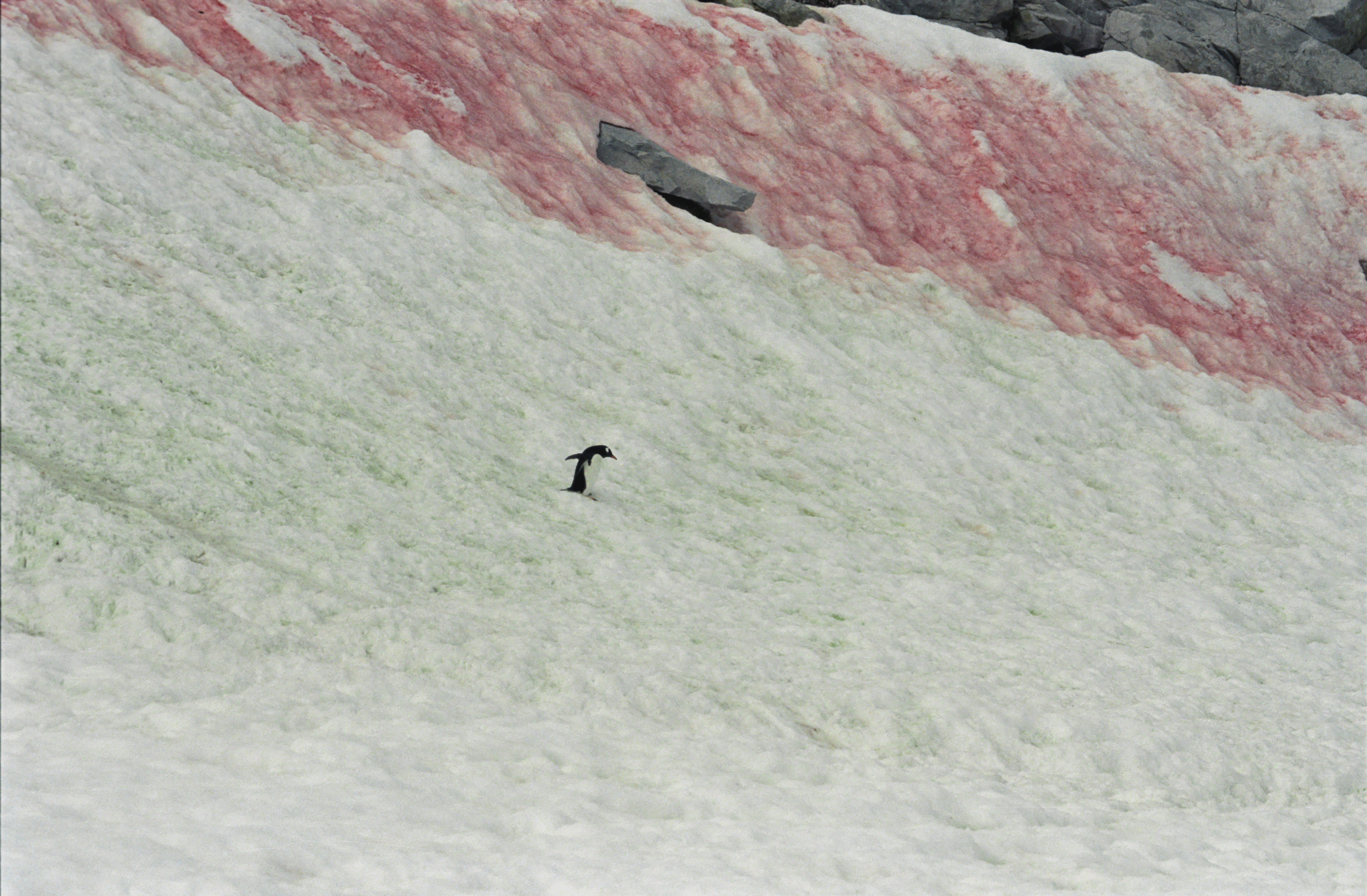
Kolorowy śnieg, Neko Harbour, Antarktyda

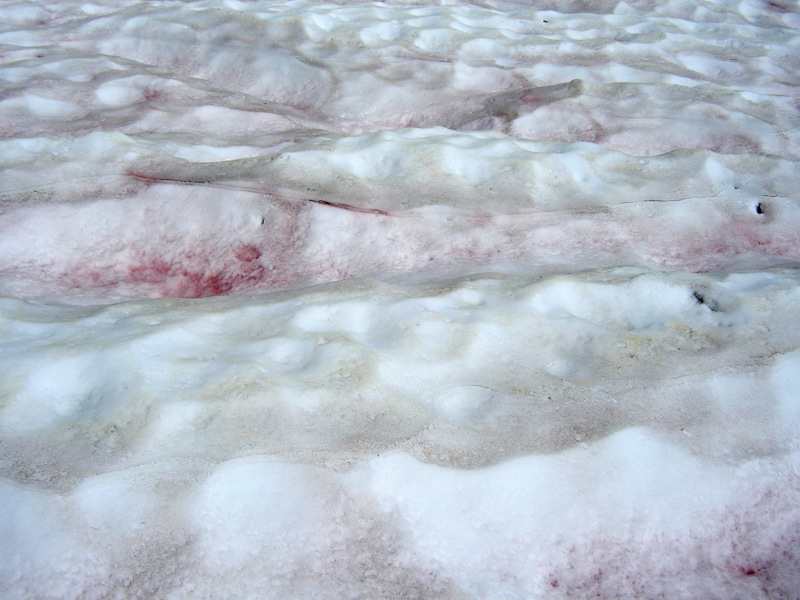
Śnieg zabarwiony przez glony Chlamydomonas nivalis (okolice jeziora Garibaldi w Kolumbii Brytyjskiej w Kanadzie)

Kolorowy śnieg – śnieg zabarwiony na pewien określony kolor (zwykle jest to czerwony śnieg), często o różnym nasyceniu barwy, dający niecodzienny efekt w wyglądzie krajobrazu. Najczęstszą przyczyną jego powstawania jest obecność naśnieżnych glonów, które w swoich chloroplastach zawierają barwniki. Rzadziej źródłem zabarwienia są czynniki fizyczne, np. opadający pył.
Zjawisko kolorowego śniegu występuje często w rejonach arktycznych. Obserwowane było jednak również w polskich Tatrach.